# Thugz Mansion
Thugz Mansion è un singolo postumo del rapper statunitense Tupac Shakur, pubblicato nel 2002 ed estratto dall'album Better Dayz.

## Versioni
Esistono diverse versioni del brano: quella originale in chiave acustica è interpretata con J. Phoenix; un'altra versione acustica è quella con Nas e J. Phoenix; un remix è stato realizzato con Young Noble (Outlawz), Nas e J. Phoenix; mentre il remix nel 7" vede la partecipazione di Anthony Hamilton.

## Video musicale
Il videoclip della canzone ha ottenuto una candidatura agli MTV Video Music Awards 2003 nella categoria "Best Rap Video".

## Tracce
1. Thugz Mansion - 7" Remix (Explicit)
2. Thugz Mansion - Nas Acoustic (Explicit)
3. *ck Em All (Explicit)
4. Thugz Mansion - CD-ROM video